# Mathilde II van Boulogne
Mathilde II van Boulogne (circa 1202 - januari 1259) was van 1216 tot aan haar dood gravin van Boulogne en van 1248 tot 1253 koningin-gemalin van Portugal. Ze behoorde tot het huis Dammartin. 

## Levensloop
Mathilde II was de dochter van graaf Reinoud van Dammartin en gravin Ida van Boulogne. In 1216 werd ze na het overlijden van haar moeder gravin van Boulogne, Mortain, Aumale en Dammartin. 
In 1216 huwde ze met haar eerste echtgenoot Filips Hurepel, graaf van Clermont-en-Beauvaisis en zoon van koning Filips II van Frankrijk. Door het huwelijk werd Filips Hurepel graaf iure uxoris van Boulogne, Mortain, Aumale en Dammartin. Ze kregen twee kinderen: Johanna (1219-1250), die huwde met Wouter van Châtillon, erfgenaam van het graafschap Nevers, en Alberic (1222-1284), die graaf van Clermont werd, maar zijn titels opgaf om naar Engeland te verhuizen. In 1234 stierf Filips Hurepel, waarna Mathilde haar domeinen drie jaar lang zelfstandig bestuurde.
Om haar graafschap opnieuw een mannelijk staatshoofd te geven, hertrouwde ze in 1238 met Alfons (1210-1279), de jongere broer van koning Sancho II van Portugal. Na het overlijden van Sancho III werd Alfons onder de naam Alfons III in januari 1248 koning van Portugal. Op dat moment zegde hij zijn rechten op Boulogne op. Volgens contemporaine bronnen bleef Mathilde in Boulogne en werd ze niet toegelaten om naar Portugal te reizen. Omdat Alfons III en Mathilde geen overlevende kinderen hadden, verstootte Alfons haar wegens onvruchtbaarheid en huwde hij in 1253 met Beatrix, dochter van koning Alfons X van Castilië. Omdat Alfons III en Mathilde toen nog officieel gehuwd waren, beschuldigde Mathilde haar echtgenoot van bigamie. In 1258 plaatste paus Alexander IV elke plaats waar Alfons III en Beatrix verbleven onder interdict. Ondanks de pauselijke protesten waren Alfons en Beatrix op het moment van Mathildes overlijden in 1259 nog steeds gehuwd. 
Omdat haar dochter Johanna reeds overleden was en haar zoon Alberic het graafschap Clermont en zijn rechten op Boulogne had opgegeven om wegens onduidelijke redenen naar England te verhuizen, werd Mathilde als gravin van Boulogne opgevolgd door haar nicht Adelheid van Brabant, die gehuwd was met graaf Willem X van Auvergne.

## Voorouders
| Voorouders van Mathilde II van Boulogne (1202-1259) | Voorouders van Mathilde II van Boulogne (1202-1259)                       | Voorouders van Mathilde II van Boulogne (1202-1259)                       | Voorouders van Mathilde II van Boulogne (1202-1259)                        | Voorouders van Mathilde II van Boulogne (1202-1259)                        | Voorouders van Mathilde II van Boulogne (1202-1259)                       | Voorouders van Mathilde II van Boulogne (1202-1259)                       | Voorouders van Mathilde II van Boulogne (1202-1259)                       | Voorouders van Mathilde II van Boulogne (1202-1259)                       |
| --------------------------------------------------- | ------------------------------------------------------------------------- | ------------------------------------------------------------------------- | -------------------------------------------------------------------------- | -------------------------------------------------------------------------- | ------------------------------------------------------------------------- | ------------------------------------------------------------------------- | ------------------------------------------------------------------------- | ------------------------------------------------------------------------- |
| Overgrootouders                                     | Diederik van de Elzas (1100-1168) ∞ 1139 Sybille van Anjou (1116-1165)    | Diederik van de Elzas (1100-1168) ∞ 1139 Sybille van Anjou (1116-1165)    | Stefanus van Engeland (1096-1154) ∞ 1080 Mathilde van Boulogne (1105-1151) | Stefanus van Engeland (1096-1154) ∞ 1080 Mathilde van Boulogne (1105-1151) | Alberic II van Dammartin (–1183) ∞ Joan Basset (-)                        | Alberic II van Dammartin (–1183) ∞ Joan Basset (-)                        | Reinoud II van Clermont (1075–1152) ∞ ? (-)                               | Reinoud II van Clermont (1075–1152) ∞ ? (-)                               |
| Grootouders                                         | Mattheüs I van de Elzas (1138-1173) ∞ 1160 Maria van Boulogne (1136-1182) | Mattheüs I van de Elzas (1138-1173) ∞ 1160 Maria van Boulogne (1136-1182) | Mattheüs I van de Elzas (1138-1173) ∞ 1160 Maria van Boulogne (1136-1182)  | Mattheüs I van de Elzas (1138-1173) ∞ 1160 Maria van Boulogne (1136-1182)  | Alberic III van Dammartin (1135-1200) ∞ Mathilde van Clermont (1147-1200) | Alberic III van Dammartin (1135-1200) ∞ Mathilde van Clermont (1147-1200) | Alberic III van Dammartin (1135-1200) ∞ Mathilde van Clermont (1147-1200) | Alberic III van Dammartin (1135-1200) ∞ Mathilde van Clermont (1147-1200) |
| Ouders                                              | Ida van Boulogne (1160-1216) ∞ 1160 Reinoud van Dammartin (1165-1227)     | Ida van Boulogne (1160-1216) ∞ 1160 Reinoud van Dammartin (1165-1227)     | Ida van Boulogne (1160-1216) ∞ 1160 Reinoud van Dammartin (1165-1227)      | Ida van Boulogne (1160-1216) ∞ 1160 Reinoud van Dammartin (1165-1227)      | Ida van Boulogne (1160-1216) ∞ 1160 Reinoud van Dammartin (1165-1227)     | Ida van Boulogne (1160-1216) ∞ 1160 Reinoud van Dammartin (1165-1227)     | Ida van Boulogne (1160-1216) ∞ 1160 Reinoud van Dammartin (1165-1227)     | Ida van Boulogne (1160-1216) ∞ 1160 Reinoud van Dammartin (1165-1227)     |